# Campeonato Francês de Futebol da USFSA de 1894
O Campeonato Francês de Futebol de 1894 foi a primeira edição do campeonato francês (em francês: Championnat de France) organizado pela União das Sociedades Francesas de Esportes Atléticos (em francês: Union des Sociétés Françaises de Sports Athlétiques (USFSA)), federação multiesportiva criada em 1887. Os jogos do certame ocorreram no sistema "mata-mata", foram realizados de 15 de abril a 5 de maio de 1894 e contou com a participação de apenas seis clubes, todos da região de Paris. O Standard AC tornou-se o primeiro campeão francês depois de vencer o White Rovers na final do torneio.

## Regulamento
A competição amadora foi disputada por seis times e todas as três fases ocorreram por eliminação direta. Quatro clubes (Standard AC, International AC, White Rovers e CA Neuilly) participaram de uma rodada preliminar classificatória, enquanto outros dois (Club Français e o CP Asnières) estrearam direto nas semifinais da competição. Em caso de empate, um jogo de desempate (replay) devia ser realizado. Nenhuma substituição era permitida durante a partida. O troféu cedido ao campeão foi doado por James Gordon Bennett, um rico empresário norte-americano e fã de esportes.

## Participantes
| Clube                        | Cidade             | Participação |
| ---------------------------- | ------------------ | ------------ |
| Standard Athletic Club       | Paris              | 1ª           |
| International Athletic Club  | Paris              | 1ª           |
| White Rovers                 | Paris              | 1ª           |
| Cercle Athlétique de Neuilly | Neuilly-sur-Seine  | 1ª           |
| Club Français                | Paris              | 1ª           |
| Cercle Pédestre d'Asnières   | Asnières-sur-Seine | 1ª           |

## Resultados

### Rodada de classificação
| 15 de abril de 1894 | White Rovers | 13 – 0 | CA Neuilly | Bécon-les-Bruyères |  |
|                     |              |        |            |                    |  |

| 15 de abril de 1894 | Standard AC | W.O. | International AC | Bécon-les-Bruyères |  |
|                     |             |      |                  |                    |  |

Fonte:[carece de fontes?]

### Semifinais
| 22 de abril de 1894 | Standard AC | 5 – 0 | CP Asnières | Bécon-les-Bruyères |  |
|                     |             |       |             |                    |  |

| 22 de abril de 1894 | White Rovers | 1 – 0 | Club Français | Bécon-les-Bruyères |  |
|                     |              |       |               |                    |  |

Fonte:[carece de fontes?]

### Final
| 29 de abril de 1894 | Standard AC | 2 – 2 | White Rovers |  |  |
|                     |             |       |              |  |  |

| 5 de maio de 1894 | Standard AC | 2 – 0 | White Rovers | Vélodrome de Courbevoie |  |
|                   |             |       |              |                         |  |

Fonte:[carece de fontes?]

## Premiação
| Campeonato Francês da USFSA de 1894        |
| ------------------------------------------ |
| Standard Athletic Club Campeão (1º título) |

Fonte: [carece de fontes?]